# جورج بريدغ
جورج بريدغ (بالإنجليزية: George Bridge)‏ هو لاعب اتحاد الرغبي نيوزيلندي، ولد في 1 أبريل 1995 في غيسبورن ‏ في نيوزيلندا.

## وصلات خارجية
- جورج بريدغ عل موقع إسبنسكروم (الإنجليزية)
- جورج بريدغ على موقع ItsRugby.co.uk (الإنجليزية)